# مستشفى مايواند التعليمي
مستشفى مايواند التعليمي هو مستشفى في كابول تم بناؤه في ستينيات القرن العشرين. عندما تم بناؤه لأول مرة كان يسمى مستشفى قلعة باقر خان، ثم تم تغيير الاسم إلى مستورات. أطلق عليها اسمها الحالي في عهد جمهورية أفغانستان الديمقراطية. ترتبط ارتباطًا وثيقًا بجامعة كابول الطبية. تم إنشاؤه لعلاج حوالي 300-400 مريض يوميًا، لكن الحمل اليومي للمرضى يتجاوز الآن 1000 مريض. يحتوي على أقسام أمراض الأنف والأذن والحنجرة، الأمراض الجلدية، طب الأطفال، جراحة التجميل وجراحة الأطفال.